# Уорт, Уильям
Уильям Дженкинс Уорт (William Jenkins Worth) (1 марта 1794 — 7 мая 1849) — американский военный, участник войны 1812 года, семинольской войны и Мексиканской войны. Он умер от холеры в Техасе в 1849 году и был захоронен в обелиске на Мэдисон-сквер в Нью-Йорке.

## Ранние годы
Уильям Уорт родился в нью-йоркском городе Хадсон, в семье массачусетского происхождения. Его род вёл своё происхождение от Джона Уорта (1610—1643), который переехал в Новую Англию из Девоншира. Уорт родился в семье Томаса Уорта (1765—1812) и Маргарет Абигейл Дженкинс (1770–?). Некоторое время он работал клерком в магазине в Хадсоне, а в мае 1813 года вступил в армию США в звании лейтенанта и стал адъютантом бригадного генерала Уинфилда Скотта. Он участвовал в Ниагарской кампании, где отличился в сражениях при Чиппева и при Ландис-Лейн. В сражении при Ландис-Лейн он был тяжело ранен в ногу и был на грани смерти, но после нескольких лет выздоравливания вернулся в строй в звании майора. Из-за этого ранения Уорт потом хромал всю свою жизнь.
После войны Уорт стал комендантом кадетов академии Вест-Пойнт. В 1838 году был сформирован 8-й пехотный полк, Уорт получил звание полковника и был поставлен во главе полка. 

## Вторая семинольская война
Он командовал этим полком во время Второй Семинольской войны, а в 1842 году получил временное звание бригадного генерала. Именно Уорт уговорил администрацию признать резервацию семинолов во Флориде и тем сумел завершить войну в августе 1842 года.

## Мексиканская война
Когда осложнились отношения с Мексикой, в Техасе была сформирована Оккупационная армия под командованием Закари Тейлора, и Уорт был направлен в его распоряжение. Он участвовал в походе Тейлора к реке Рио-Гранде и первым вышел к реке. Когда мексиканская армия вошла в Техас и была разбита Тейлором в двух сражениях, армия Тейлора начала наступление на Монтеррей. В ходе этой кампании Уорт командовал 2-й регулярной дивизией из двух бригад:
- 1-я бригада подполковника Томаса Станифорда
  - 8-й пехотный полк[англ.] — капитан Джордж Райт
  - Артиллерийский батальон (пехота) — подполковник Томас Чайлдс
  - Рота «А» 2-го артиллерийского полка-капитан Джеймс Дункан
- 2-я бригада полковника Персифора Смита[англ.]
  - 5-й пехотный полк[англ.] — майор Мартин Скотт
  - 7-й пехотный полк[англ.] — майор Диксон Майлз
  - Рота луизианских добровольцев- капитан Альберт Блэнчард
  - Рота «К» 1-го артиллерийского полка — капитан Уильям Маккол

## Семья
В 1818 году Уорт женился в Олбани на Маргарет Стаффорд, дочери массачусетского полковника Джона Стаффорда. В их семье было два ребёнка:
- Мэри Уорт Спрэг (1822—1876) — замужем за Джоном Тикомбом Спрэгом, полковником 7-го пехотного полка, штабным офицером при Джоне Поупе во время гражданской войны.
- Уильям Скотт Уорт (1840—1904) — впоследствии штабной офицер при Генри Ханте и Джордже Мида, командир 16-го пехотного полка, с 1898 года — бригадный генерал регулярной армии[3].